# Ajan Szadakov
Ajan Szadakov, bolgárul: Аян Фаиков Садъков (Plovdiv, 1961. szeptember 26. – Plovdiv, 2017. július 1.) válogatott bolgár labdarúgó, középpályás, edző.

## Pályafutása

### Klubcsapatban
1978 és 1989 között a Lokomotiv Plovdiv labdarúgója volt. 1989 és 1991 között a portugál Belenenses csapatában szerepelt. 1991-ben visszatért a Lokomotivhoz. 1994 és 1996 között a Botev Plovdiv játékosa volt. 1996-ban fejezte be az aktív játékot.

### A válogatottban
1981 és 1991 között 80 alkalommal szerepelt a bolgár válogatottban és kilenc gólt szerzett. Részt vett az 1986-os mexikói világbajnokságon.

### Edzőként
2006-07-ben és 2008-09-ben a Lokomotiv Plovdiv vezetőedzője volt.